# Mildenberg (Zehdenick)
Mildenberg ist ein Ortsteil der Stadt Zehdenick im Landkreis Oberhavel in Brandenburg. 
Der Ort liegt nordwestlich der Kernstadt Zehdenick an der Kreisstraße 6513. Östlich fließt die Havel und verläuft die B 109.

## Geschichte

### Eingemeindungen
Am 26. Oktober 2003 erfolgte die Eingemeindung von Mildenberg in die Stadt Zehdenick.

## Sehenswürdigkeiten
- In der Liste der Baudenkmale in Zehdenick sind für Mildenberg fünf Baudenkmale aufgeführt, u. a. der Ziegeleipark Mildenberg, ein Industriedenkmal.